# (5911) 1989 WO7
1989 دابليو أو 7 (ويعرف أيضًا باسم (5911) 1989 دابليو أو 7 وفق تسمية الكوكب الصغير) (بالإنجليزية: 1989 WO7)‏ هو كويكب ضمن حزام الكويكبات؛ وترتيبه 5911 من حيث الاكتشاف.
اكتُشف هذا الجُرم الفلكي بواسطة هيروشي كانيدا في 25 نوفمبر 1989.

## وصلات خارجية
- (5911) 1989 WO7 في قاعدة بيانات مختبر الدفع النفاث لأجرام النظام الشمسي الصغيرة

- الاكتشاف · مخطط المدار ·  العناصر المدارية · المعلمات المادية

- (5911) 1989 WO7 على موقع ويكي سكاي: DSS2, SDSS, GALEX, IRAS, Hydrogen α, X-Ray, Astrophoto, Sky Map, Articles and images